# Solanum homalospermum
Solanum homalospermum är en potatisväxtart som beskrevs av Chiarini. Solanum homalospermum ingår i släktet skattor som ingår i familjen potatisväxter. Inga underarter finns listade i Catalogue of Life.